# Jake Ryan (aktor)
Jake Ryan (ur. 2 września 1983 w Melbourne) – australijski aktor telewizyjny i filmowy, znany z ról Raya Blissetta w serialu kryminalnym Porachunki oraz Harry’ego Smitha w serialu dramatycznym Wentworth. Więzienie dla kobiet. Zawodnik taekwondo; dziesięciokrotny mistrz Australii w tym sporcie.

## Życiorys
Urodził się w Melbourne w stanie Wiktoria. Od najmłodszych lat praktykował taekwondo. Jako dziewięciolatek zdobył czarny pas, stając się najmłodszą, w danej chwili, osobą wyróżnioną takim odznaczeniem w Australii. Ryan został medalistą licznych zawodów sportowych, organizowanych dookoła świata, a także Mistrzem Korei w taekwondo. Sukcesy odnosił także w rodzimym kraju; jako członek (oraz kapitan) kadry narodowej dziesięciokrotnie zdobywał tytuł Mistrza Australii. Trzy razy obwoływano go jednym z najlepszych zawodników taekwondo na świecie. W 2008 roku miał wziąć udział w XXIX Letnich Igrzyskach Olimpijskich, lecz uniemożliwiło mu to poważne obrażenie kolana.
Z powodu kontuzji skupił się na innej ze swoich pasji – aktorstwie. Przeprowadził się do Sydney. Sztuki aktorskiej uczył się pod okiem uznanego artysty, Billa Huntera; dwa lata studiował też na uczelni Actors Centre Australia. Debiutował – lata przed podjęciem nauki – rolą Eda w krótkometrażowej komedii Trouble in Paradise (2003). Wkrótce potem pojawił się w bollywoodzkim komediodramacie Trudna droga do miłości (Salaam Namaste, 2005) oraz w Know That He Cries (2006), krótkim metrażu o tematyce gejowskiej, w którym zagrał jedną z głównych postaci. Po dłuższej przerwie, w 2011 roku, powrócił do aktorstwa. Zaangażowano go do prac nad czwartym sezonem serialu kryminalnego Porachunki (Underbelly), powierzając mu rolę Raya Blissetta, pseudonim „The Blizzard” – legendarnego policjanta z lat 20. XX wieku. W biograficznej tragikomedii The Sapphires: Muzyka duszy (The Sapphires, 2012) wystąpił jako Cochise. Po gościnnych rolach w serialach Tatusiowie na medal (House Husbands, 2012) i Mr & Mrs Murder ('13) odegrał epizod w melodramacie Baza Luhrmanna Wielki Gatsby (The Great Gatsby, '13). Pojawił się jako Victas w krótkim metrażu 1974 & Claret z 2013 roku; był jednym z producentów filmu. W odcinku serialu Fat Tony & Co pt. The Tony Special (luty 2014) zagrał Marka Morana, niebezpiecznego dilera narkotykowego. Postać oparto na autentycznym przestępcy, a Ryan stracił na jej potrzeby dziesięć kilogramów masy ciała. Sukcesem okazała się dla Ryana kreacja agresywnego Harry’ego Smitha w serialu dramatycznym Wentworth. Więzienie dla kobiet (Wentworth). Aktor wcielał się w tę postać w latach 2013-2015. Wystąpił jako zbieg z więzienia Johnny w serialu Wolf Creek (2016), bazującym na filmie o tym samym tytule, jako Charles Winter w thrillerze Scarlett ('16) oraz jako Jake Slater w filmie science-fiction Blue World Order ('17).
Grywa na scenach teatralnych, występuje i udziela głosu w reklamach telewizyjnych.
Ma 187 cm wzrostu. Mieszka w Sydney. Zajmuje się także malarstwem.

## Filmografia

### Filmy fabularne/krótkometrażowe
- 2003: Trouble in Paradise jako Ed
- 2005: Trudna droga do miłości (Salaam Namaste) jako pan młody
- 2006: Know That He Cries jako Nathanial
- 2011: Fully Famous jako kelner
- 2012: The Sapphires: Muzyka duszy (The Sapphires) jako Cochise
- 2013: Wielki Gatsby (The Great Gatsby) jako policjant na motocyklu
- 2013: 1974 & Claret jako Victas
- 2015: The 34th Battalion jako Frank
- 2016: Scarlett jako Charles Winter
- 2016: Colourblind jako The Hitman
- 2017: Blue World Order jako Jake Slater

### Seriale telewizyjne/internetowe
- 2011: Porachunki (Underbelly) jako Ray Blissett, pseudonim „The Blizzard”
- 2012: Tatusiowie na medal (House Husbands) jako Zeeban
- 2013: Mr & Mrs Murder jako Stuart Dinklage
- 2013−2015: Wentworth. Więzienie dla kobiet (Wentworth) jako Harry Smith
- 2014: Fat Tony & Co jako Mark Moran
- 2016: Wolf Creek jako Johnny